# Ервин Ромел
Ервин Ромел (Хајденхајм, 15. новембар 1891 — Блауштајн, 14. октобар 1944) је био немачки генерал и командант Немачког афричког корпуса за време Другог светског рата. Познат је и под надимком Пустињска лисица (Wüstenfuchs). Ромел се често спомиње не само због изузетне војничке вештине, него и због витештва према супарницима, будући да је био један од немачких заповедника који су одбили послушати Врховну заповест. Такође се претпоставља да је учествовао у завери да се убије Адолф Хитлер, због чега је пре краја рата био присиљен на самоубиство.

## Младост
Ромел је рођен у месту Хајденхајм удаљеном око 50 km од Улма, у држави Виртемберг као други син из брака протестантског управника средње школе у Алену, Ервина Ромела старијег и Хелене фон Луц, ћерке угледног локалног званичника. Брачни пар је имао још три детета, два сина Карла и Герхарда и ћерку Хелену. Касније, сећајући се својих дечачких дана Ромел је написао „имао сам веома срећно детињство“. Млади Ервин носио се мишљу да постане инжењер али је на очев наговор 1910. године приступио локалном 124. Виртенбершком пешадијском пуку као официрски кадет и ускоро је послат у официрску школу у Данцингу.
У Данцингу је Ромел 1911. године упознао своју будућу супругу Луси Молин са којом се оженио 1916. године. 1928. добили су сина Манфреда који је касније постао градоначелник Штутгарта. Према неким историчарима Ромел је 1912. године имао љубавну аферу са Валбургом Штемер из које је рођена ћерка Гертруд. Ромел је дипломирао 1911. да би већ 1912. године био примљен у службу као поручник.

## Први светски рат
Током Првог светског рата Ромел је служио у Француској, као и на румунском и италијанском фронту. Током рата Ромел је три пута рањаван и одликован је Гвозденим крстом - прве и друге класе. Такође је постао најмлађи добитник највишег пруског одликовања „Ордена за заслуге" (Pour le Mérite), почасти која је била резервисана само за генерале. Ово одликовање је добио због заслуга у борбама у планинама североисточне Италије, нарочито у бици код Лонгароне и заузећу планине Матажур када је заробљено 150 италијанских официра, 7000 војника и 81 артиљеријског оруђа. Његов батаљон је такође одиграо кључну улогу у бици код Кобарида (бици за Капорето) када је немачка војска извојевала једну од најзначајнијих победа над италијанском војском.

## Између два рата
После рата Ромел је био командант батаљона и инструктор у Дрезденској пешадијској школи (1929 — 1933) и Потсдамској војној академији (1935 — 1938). Његови ратни дневници, Infanterie greift an (Пешадијски напади), објављени 1937. године постали су један од главних војних уџбеника и привукли су пажњу Адолфа Хитлера који га је исте године ангажовао да обучава Хитлерјугенд. 1938. године. Ромел већ у чину пуковника именован је за команданта војне академије у Винер Нојштату. Међутим, убрзо затим напушта овај положај зато што је именован за команданта Хитлеровог личног заштитног батаљона (Fuhrer-Begleitbattalion). Док је службовао на овом положају Ромел се веома зближио са Хитлером. Био је задужен за његову личну безбедност током посете окупираној Чехословачкој. Непосредно пред инвазију на Пољску унапређен је у чин генерал-мајора. Као израз велике наклоности Хитлер је наредио да Ромелово унапређење ступи на снагу ретроактивно од 1. јуна 1939. год.

## Други светски рат

### Пољска 1939.
Током овог периода Ромел је постао лични пријатељ Адолфа Хитлера. Показивао је велико дивљење према њему и национал-социјализму што се може видети из делова писама које је писао својој породици: „Фирер зна шта је најбоље за нас“, „Шта мислите о септембарским догађајима; Хитлеров говор? Зар није дивно што имамо таквог човека?". Захваљујући блиском односу са Хитлером Ромел је унапређен у чин генерал-мајора и био је одговоран за безбедност Хитлеровог мобилног штаба током посета фронту.

### Француска 1940—41.
Године 1940. Ромел је добио команду над 7. оклопном дивизијом, која је касније добила надимак Gespenster-Division ("Дивизија духова“ због невероватне брзине напредовања који је успевала да постигне услед чега се често догађало да чак и немачка врховна команда не зна њен тачни положај) током операције Fall Gelb, напада на Француску и земље Бенелукса. Током ове операције показао је невероватну умешност у командовању оклопним јединицама због чега је именован за команданта немачких снага сачињених од 5. лаке дивизије, а касније и 15. оклопне дивизије које су почетком 1941. године требало да буду послате у Либију да би помогле пораженим и деморалисаним италијанским трупама после операције Компас. Ове дивизије представљале су основу нове немачке борбене формације назване Немачки афрички корпус - Deutsches Afrika Korps која ће под Ромеловом командом стећи славу у борбама у северној Африци.

### Африка 1941—43.
Након доласка у Африку Ромел је провео највећи део времена вршећи реорганизацију италијанских јединица које су претрпеле пораз од снага Британског комонвелта под командом генерал-мајора Ричарда О'Конора. Нова офанзива сила Осовине у северној Африци предвођена снагама Немачког афричког корпуса избацила је савезничке снаге из Либије, али је изгубила моментум и зауставила се непосредно након преласка преко египатске границе. Кључна либијска лука Тобрук иако у окружењу и даље је била у рукама савезничких снага под командом аустралијског генерала Леслија Морсхеда. Дотадашњег врховног команданта савезничких снага у Северној Африци генерала Арчибалда Вејвела на том положају заменио је дотадашњи врховни командант британских снага у Индији генерал Клод Окинлек. Окинлек је убрзо покренуо офанзиву која је потиснула немачке и италијанске снаге и разбила опсаду Тобрука. Међутим, када је савезничка офанзива изгубила на снази Ромел је напао.
У класичном блицкригу који је уследио Савезничке снаге су темељно поражене. За само неколико недеља линија фронта померена је дубоко у египатску територију. Ромелова офанзива је коначно заустављена код малог железничког градића Ел Аламејн удаљеног само 60 mi (97 km) од Каира. Прву битку за Ел Аламејн Ромел је изгубио због комбинације логистичких проблема и побољшане тактике савезничких снага. Савезници који су били сатерани уза зид били су близу центара за снабдевање што је омогућило допуну јединица свежим трупама доведеним са других фронтова. Окинлекова тактика да током битке напада слабије италијанске снаге принудила је Ромела да Немачки афрички корпус користи у улози ватрогасца који је интервенисао на критичним тачкама на линији фронта због чега је иницијатива прешла у савезничке руке. Ромел је још једном покушао да пробије савезничку одбрамбену линију током битке за Алам Халфу. Међутим, овај покушај је одлучно спречен од стране савезничких јединица којима је командовао новопридошли савезнички командант генерал-пуковник Бернард Монтгомери; углавном захваљујући томе што је британска обавештајна служба разбила шифарски код немачке машине за шифровање „Енигма“ због чега је савезницима био познат оперативни план и сатница дејстава Немачког афричког корпуса. Ова обавештајна операција као и подаци која је она обезбеђивала током читавог Другог светског рата познати су под јединственим називом „Ултра“.
Због савезничких снага стационираних на Малти које су константно нападале немачке конвоје са неопходним залихама на путу за Либију, као и због огромне раздаљине коју је снабдевање морало да превали од најближих лука у Либији до немачких положаја у Египту, Ромел није могао да задржи Ел Аламејн на неодређено време. Међутим, била је потребна још једна велика битка тзв. друга битка за Ел Аламејн, да би се његове трупе натерале на повлачење. После пораза у овој бици Ромел је упркос наређењима Хитлера и Мусолинија да се што пре заустави и супротстави Монтгомеријевој 8. армији, то учинио тек по доласку у Тунис и запоседању старе француске одбрамбене пограничне линије тзв. Маретске линије. Одлично организовано повлачење Немачког афричког корпуса створило је велико растојање између немачких и британских јединица што је Ромелу оставило довољно времена да по доласку у Тунис нанесе пораз америчком 2. корпусу у бици за Касерински пролаз.
Окренувши се још једном да се супротстави снагама Британског Комонвелта на одбрамбеној Маретској линији Ромел није могао да учини ништа више осим да одлаже неизбежно. Пре завршетка кампање у Тунису која је окончана савезничком победом Ромел је због болести морао да се врати у Немачку.
Неки аутори сматрају да је Ромелово повлачење Немачког афричког корпуса у Тунис, супротно Хитлеровим жељама, представљало далеко већи успех од његовог заузећа Тобрука (насупрот страшној судбини која је код Стаљинграда задесила немачку 6. армију под командом Фридриха Паулуса који је до задњег тренутка поштовао Хитлерову наредбу о забрани одступања).

### Француска 1943—44.
По повратку у Немачку Ромел је једно време буквално био „незапослен“. Међутим, како се ратна плима окренула против Немачке Хитлер га је поставио за команданта групе армија Б која је требало да брани француску обалу од предстојеће савезничке инвазије. После битака у Африци Ромел је дошао до закључка да би сви офанзивни покрети трупа у Француској били онемогућени огромном ваздушном надмоћи савезника. Заступао је став да тенковске јединице морају да буду разбијене на мање групације стациониране близу обале како би у случају инвазије могле одмах да ступе у акцију и одбаце савезнике у море. На тај начин Ромел је желео да смањи време реаговања и избегне велике губитке које би немачке јединице трпеле током транспорта ка месту инвазије услед дејства савезничке авијације. Желео је да инвазија буде заустављена на самој обали.
Међутим, његов претпостављени Герд фон Рундштет је сматрао да није могуће зауставити инвазију на обали због велике ватрене моћи Британске краљевске морнарице која је имала задатак да врши артиљеријску припрему и пружа ватрену подршку десантним јединицама. Његов став је био да оклопне јединице морају да се групишу дубље у позадини ближе Паризу како би савезничке јединице биле нападнуте изван домета разарајуће бродске артиљерије. Када је од Хитлера затражено да се определи за једну од предложених тактика он је изабрао компромис. Оклопне јединице биле су стациониране предалеко да би Ромел имао икакве користи од њих али не довољно далеко да би Рундштетов план могао да се реализује. Упркос томе није много недостајало да Ромелов план уроди плодом.
Током дана Д неколико оклопних јединица нашло се довољно близу да својим успешним дејством против савезничких снага докаже да је Ромелов план имао много више шансе за успех од Рундштетовог. Међу овим јединицама налазила се и 21. оклопна дивизија, којом је Ромел командовао у северној Африци, а која је већ првог дана искрцавања извршила противнапад на британском и канадском сектору обале и у једном тренутку успела да избије на обалу Ламанша али је убрзо због недостатка подршке била принуђена да се повуче.

### Завера против Хитлера
Дана 17. јула 1944. године возило у којем се налазио Ромел уништено је нападом из ваздуха од стране Спитфајера Краљевског канадског ратног ваздухопловства. Ромел је након напада примљен у болницу са озбиљним повредама главе. У међувремену, након неуспелог атентата на Хитлера 20. јула 1944. године, Ромел је био осумњичен за учествовање у завери. За разлику од Гебелса који није био уверен у Ромелову умешаност Борман је сматрао да је он био један од главних учесника завере. О томе да ли је Ромел био упознат са детаљима завере и да ли је у њој учествовао, шпекулише се и данас. После рата његова жена је изјавила да је био против убиства Хитлера зато што није желео да будуће генерације младих Немаца стекну утисак да је рат изгубљен због „убода у леђа" (Dolchstoßlegende) што је сматрано за један од главних разлога за пораз немачке у Првом светском рату. Уместо убиства Ромел је сматрао да Хитлер мора да буде заробљен како би му се јавно судило. Због Ромелове популарности у немачком народу Хитлер му је понудио алтернативу. Могао је да бира између самоубиства или јавног суђења и репресије над породицом. Ромел је извршио самоубиство 14. октобра 1944. године. Сахрањен је са свим војним почастима.